# RTP Internacional
A RTP Internacional é um canal de televisão português. Foi o primeiro canal televisivo global em língua portuguesa.
Em 1992, no dia 10 de junho – Dia de Portugal –, iniciaram-se as transmissões da RTP Internacional via satélite para um território linguístico de mais de 200 milhões de habitantes.
Inicialmente, com apenas seis horas diárias, a transmissão foi sendo aumentada para as actuais 24 horas por dia, em língua portuguesa.
Dispõe de uma rede base de satélites que permitem a recepção em qualquer ponto do globo, assim como a redistribuição do sinal para diferentes plataformas digitais via satélite. A RTPi tem ainda uma forte penetração nas redes de cabo, mantendo relações contratuais com dezenas de distribuidores locais em todos os continentes, sendo o potencial de assinantes que diariamente recebe a RTPi através de redes de cabo, sistemas MMDS e plataformas digitais DTH perto de 20 milhões de lares em todo o mundo.
A RTP Internacional segue o modelo de programação de serviço público, assumindo-se como um canal generalista. Os seus conteúdos provêm dos canais nacionais e regionais da RTP, das estações de televisão privadas SIC e TVI, e também da produção própria, em especial, com origem nas comunidades portuguesas. Para além desses conteúdos, as transmissões de futebol português, destacam-se como imagem de marca deste canal.
Dada a linguagem universal dos seus programas para públicos que não apenas os de expressão portuguesa, a RTP Internacional está a trabalhar na legendagem de parte da sua programação em inglês, legendando, em 2017, programas tal como "Vidago Palace", "Visita Guiada" ou "Fabrico Nacional", de forma a comemorar os 25 anos da RTP Internacional.

## Direção RTP Internacional
Diretor: José Fragoso
Subdiretor: Luís Costa

## Programas

### Produção própria
- A Hora dos Portugueses - Diário
- Filhos da Nação
- Decisão Nacional
- Criar.pt
- Network Negócios

### Informação
- Bom Dia Portugal
- Jornal da Tarde
- Telejornal
- 24 Horas
- Portugal em Direto
- Notícias do Atlântico
- 3 às 10 (apenas na RTPi Ásia)

### Entretenimento
- Praça da Alegria
- Entrada Livre[5]
- A Nossa Tarde
- Aqui Portugal

### Concursos
- As Receitas Lá de Casa
- O Preço Certo
- Joker

### Ficção
- Sinais de Vida

### Culturais e Magazines
- Visita Guiada
- Literatura Aqui
- Arq. 3
- Fotobox
- Janela Indiscreta

### Desporto
- Primeira Liga: 1 jogo por jornada em direto envolvendo 1 dos 3 grandes (Sporting CP,  SL Benfica* e F.C. Porto)  - *Apenas jogos fora do Estádio da Luz
- Taça de Portugal: A partir da 3ª eliminatória e 2 jogos por fase e em direto até à final

- Grande Área
- Trio d´Ataque
- A Grandiosa Enciclopédia do Ludopédio